# Sida subcordata
Sida subcordata là một loài thực vật có hoa trong họ Cẩm quỳ. Loài này được Span. miêu tả khoa học đầu tiên năm 1841.